# Гронтардо
Гронтардо (итал. Grontardo) — коммуна в Италии, располагается в регионе Ломбардия, в провинции Кремона.
Население на 2010 год составляет 1465 человек, плотность населения составляет 119,49 чел./км². Занимает площадь 12,26 км². Почтовый индекс — 26044. Телефонный код — 0372.
Покровителем коммуны почитается святитель Василий Великий.

## Демография
Динамика населения:

## Администрация коммуны
- Официальный сайт: